# Dunkle Waldschatteneule
Die Dunkle Waldschatteneule (Rusina ferruginea, Syn.: Phalaena umbratica), zuweilen auch lediglich als Schatteneule bezeichnet, ist ein Schmetterling (Nachtfalter) aus der Familie der Eulenfalter (Noctuidae). Die Art ist in der Literatur zuweilen unter dem Namen Charanyca ferruginea zu finden.

## Merkmale

### Falter
Die Falter erreichen eine Flügelspannweite von 33 bis 39 Millimetern. Die Farbe der Vorderflügeloberseite variiert von hellbraun über rötlich braun bis hin zu schwarzbraun. Das dunkle Mittelfeld wird von schwarzen, gezähnten inneren und äußeren Querlinien begrenzt. Die Makel sind meist undeutlich. Am Vorderrand heben sich einige kleine helle Punkte ab. Die Hinterflügeloberseite ist zeichnungslos dunkel graubraun. Die Fühler der Männchen sind stark beidseitig gekämmt, bei den Weibchen schwach sägezähnig.

### Raupe
Ausgewachsene Raupen haben eine rotbraune Grundfarbe. Die gelbweiße Rückenlinie ist ebenso wie die hellen Nebenrückenlinien sehr schmal. Die hinteren Körpersegmente sind mit schwärzlichen Schrägstrichen versehen. Der Seitenstreifen ist graubraun, die Stigmen schwarz und der Kopf dunkelbraun.

### Ähnliche Arten
Die Braune Feuchtwieseneule (Eriopygodes imbecilla) ist kleiner, im Gesamterscheinungsbild in der Regel heller gefärbt und markant gezeichnet. Die Querlinien auf der Vorderflügeloberseite sind gewellt bzw. bogenförmig. Die Fühler der Männchen sind sägezähnig.

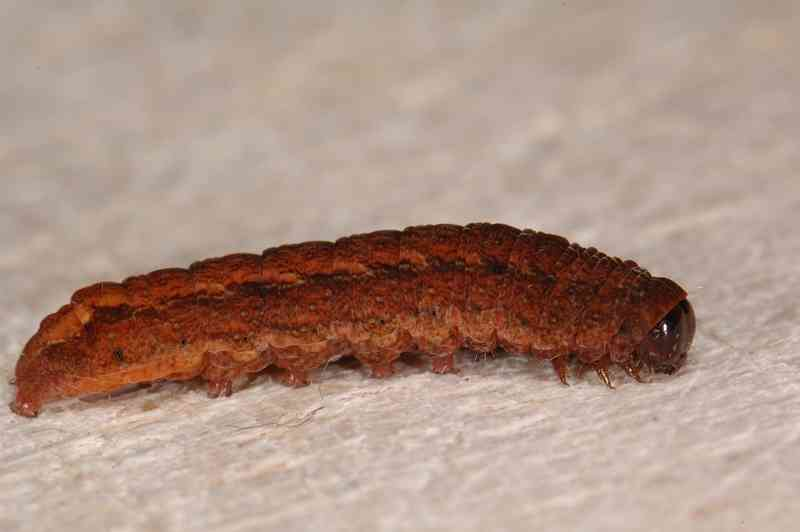
Raupe der Dunklen Waldschatteneule
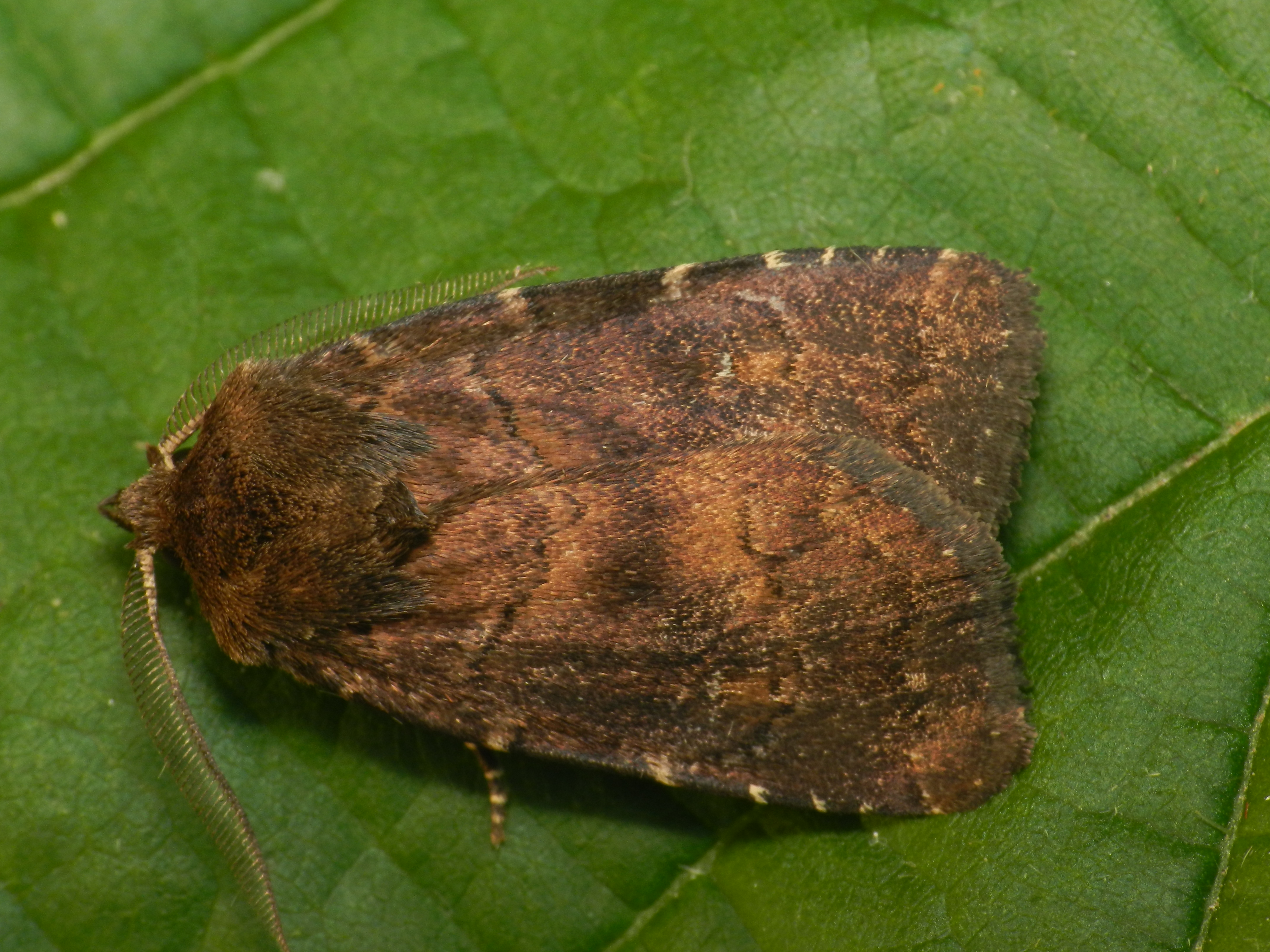
rotbraune Farbvariante (Männchen)
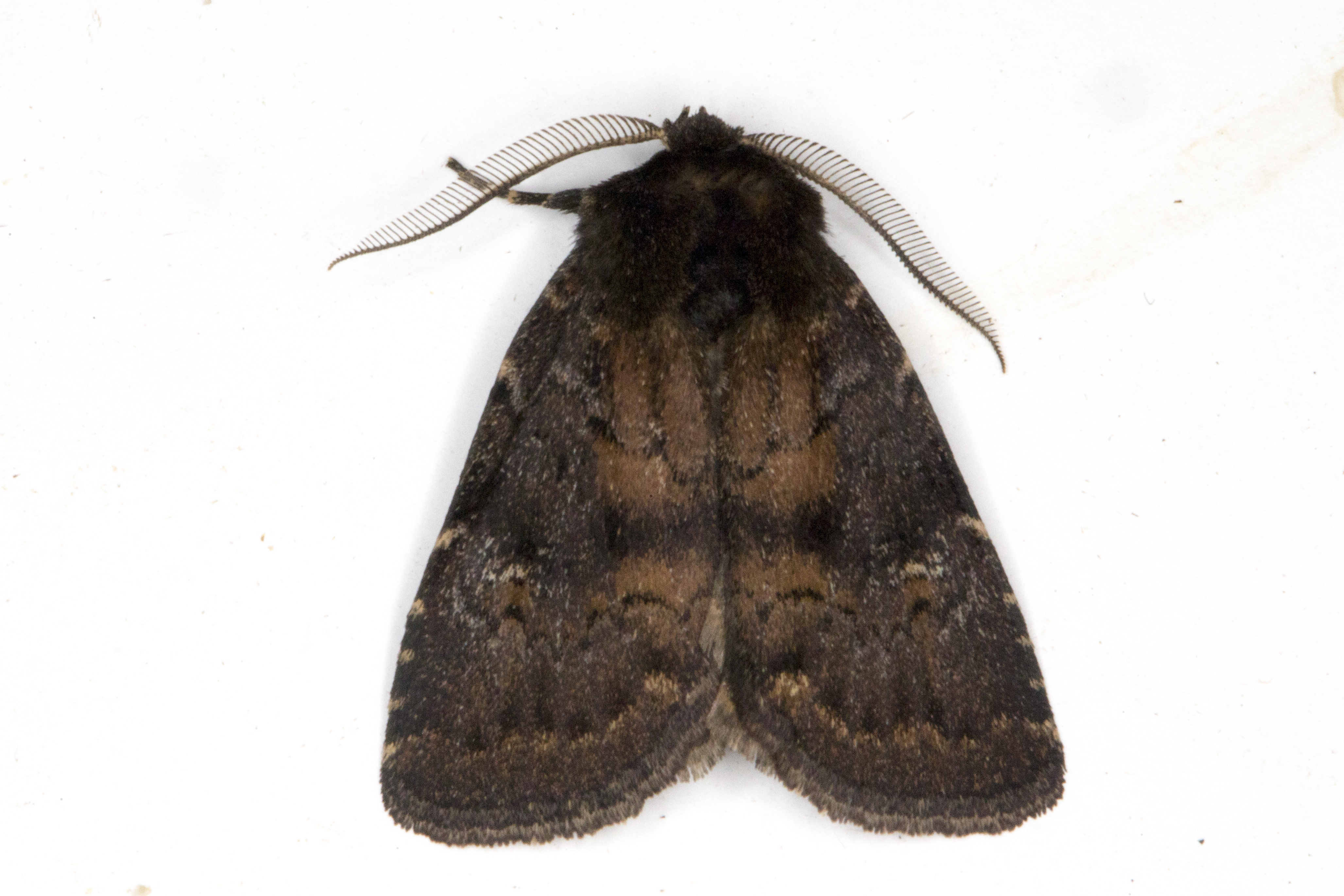
schwarzbraune Farbvariante (Männchen)
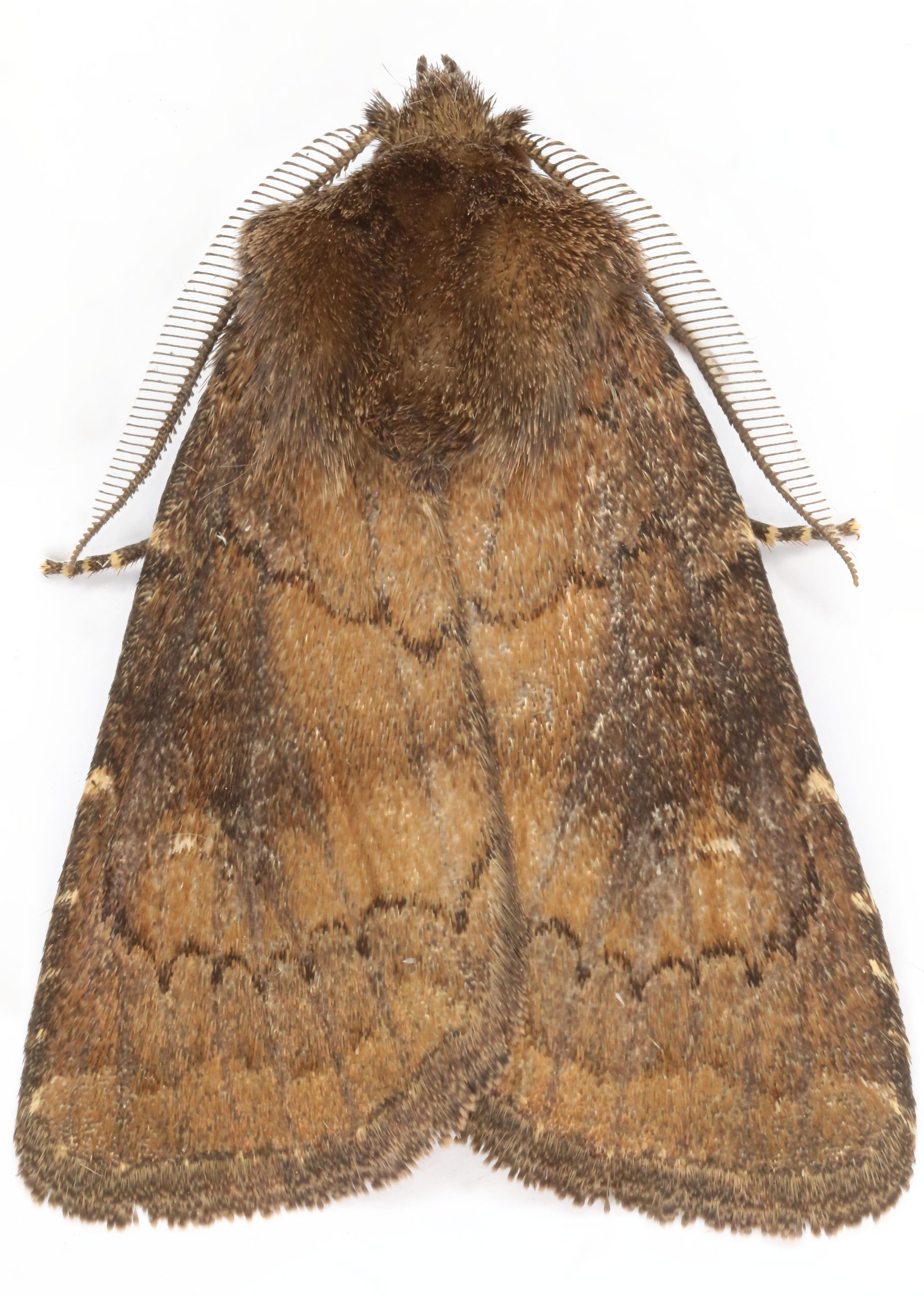
hellbraune Farbvariante (Männchen)
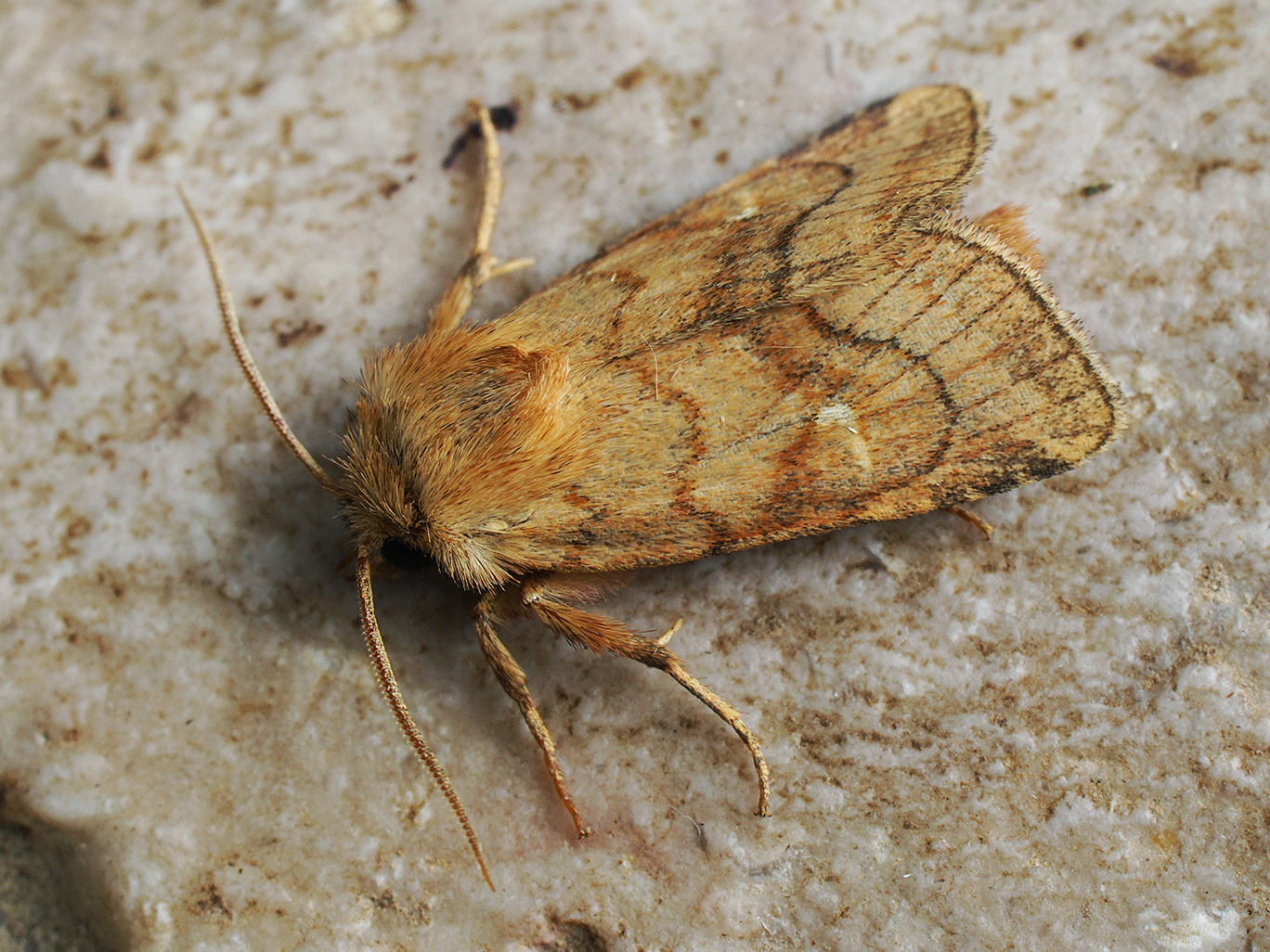
Braune Feuchtwieseneule (Männchen, zum Vergleich)

## Verbreitung und Lebensraum
Die Art ist in Europa lokal verbreitet. Ihre Ausdehnung in östlicher Richtung reicht bis zum Ural, in Asien bis zum Kaukasus und zum Sajangebirge. Im Gebirge wurde sie noch in einer Höhe von 2000 Metern  gefunden. Die Dunkle Waldschatteneule ist in erster Linie an Waldrändern und Berghängen sowie in Gärten und Parkanlagen anzutreffen.

## Lebensweise
Die Falter sind sowohl tag- als auch nachtaktiv. Zuweilen saugen sie am Tage an Blüten, beispielsweise am Schmetterlingsflieder (Buddleja davidii). Nachts besuchen sie künstliche Lichtquellen oder Köder. Sie fliegen in einer Generation zwischen den Monaten Mai und August. Die Raupen leben überwiegend ab Juli, überwintern nahezu erwachsen und verpuppen sich im April des folgenden Jahres. Sie ernähren sich polyphag von den Blättern einer Vielzahl niedriger Pflanzen, dazu zählen Veilchen- (Viola), Ampfer- (Rumex), Wicken- (Vicia), Kronwicken- (Coronilla) und Wegerich-Arten (Plantago) sowie Erdbeeren (Fragaria).